# Ri Jong-sik
Ri Jong-sik (n. 14 februarie 2000, Phenian, RPDC) este un jucător de tenis de masă ce a reprezentat Coreea de Nord, medaliat olimpic. A participat la o ediție a Jocurilor Olimpice (2024) în care a câștigat o medalie de argint.

## Participări
Lista de mai jos prezintă principalele competiții la care a participat Ri Jong-sik de-a lungul carierei.
- Tenis de masă la Jocurile Olimpice de vară din 2024 - dublu mixt